# Brillante porvenir
Brillante porvenir es una película española de 1965, «opera prima» de Vicente Aranda en colaboración con el crítico e historiador, Román Gubern. La película se enmarca en el neorrealismo, cuya trama se inspiró en la novela de F. Scott Fitzgerald, El gran Gatsby. Protagonizada por Germán Cobos y la actriz italiana Serena Vergano, se rodó en 35 mm en blanco y negro en las localidades de Castelldefels, Sitges y Barcelona.

## Argumento
Antonio, un joven con un trabajo modesto en un pueblo pequeño, lleva una existencia monótona hasta que es trasladado a Barcelona para trabajar en una firma de arquitectos. A partir de ese momento, una nueva vida se abre ante sus ojos. Se hace amigo de Lorenzo, uno de sus compañeros de trabajo. Lorenzo tiene más experiencia que Antonio y le muestra una nueva vida más sofisticada en la que Antonio se siente fuera de lugar. Además, Antonio se enamora de la hermana de Lorenzo, Montse.
Una noche Antonio es invitado a una fiesta ofrecida por López, un hombre de negocios con quien ha tenido un ligero enfrentamiento con anterioridad. Inicialmente reacio a ir a la fiesta, Antonio acude sólo para estar con Montse. Sin embargo, la tarjeta de invitación era una falsificación de Montse y, descubierto, debe abandonar la fiesta. Borracho y molesto, Antonio, en compañía de Carmen, la hermana de Lorenzo que también había sido rechazada en la fiesta, tratan de volver a entrar con la intención de boicotear la celebración pero son expulsados violentamente.
Al día siguiente, Antonio intenta desesperadamente ver a Montse, pero la familia de ella le ha prohibido cualquier contacto con él. Antonio se enfrenta a Montse por su relación con López, pero ella le asegura que él es el único hombre en su vida. Antonio decide escapar con Montse a París, pero a medio camino cambia de opinión y decide dejarla.

## Reparto
- Germán Cobos como Antonio.
- Serena Vergano como Montse.
- Arturo López como Lorenzo.
- José María Angelat como López.
- Gloria Osuna como Mercè.
- Josefina Güell como Carmen.
- Pedro Gil como Luis.
- Consuelo de Nieva.

## Producción
Brillante porvenir constituye el debut como director de Vicente Aranda, quien tuvo muchas dificultades para realizar la película.  Aranda no pudo obtener el permiso necesario para dirigirla, bajo el argumento de no tener la obligada formación para trabajar como realizador. Esto le obligó a codirigir con el historiador de cine Román Gubern, un amigo del grupo de intelectuales catalanes interesados en la cinematografía y que formaban la llamada Escuela de Cine de Barcelona.
El guion fue escrito por Aranda, Gubern y un amigo común, el arquitecto Ricardo Bofill, también asociado con la Escuela de Barcelona. La película se inspira en la novela de F. Scott Fitzgerald, El gran Gatsby. Es un retrato de la clase alta de Barcelona visto desde un extraño proveniente de provincias. Aunque Gubern trabajó en el guion y preparó las escenas que habían de rodarse cada día, la dirección real de la película estaba completamente en manos de Aranda.
Germán Cobos fue elegido para ser el papel protagonista gracias a su relación en el teatro con Roman Gubern y Joaquín Jordá, otro miembro del grupo de cineastas de Barcelona y amigo íntimo de Gubern y Aranda. Serena Vergano, una actriz italiana que había estado en España el año anterior para la película El Conde Sandorf (1963), fue elegida para el papel de Montse. En aquel momento mantenía una relación sentimental con Ricardo Bofill.
La producción de la película fue problemática. Hubo una disputa entre Ricardo Bofill, el coguionista que estuvo presente durante el rodaje y el director de fotografía, Aurelio G. Larraya. Esto tuvo un efecto negativo en el resultado de la película. Brillante porvenir se rodó en distintas localizaciones de Barcelona, Castelldefels y Sitges entre el 14 de octubre y el 6 de diciembre de 1963.

## Recepción
Brillante porvenir se encuentra dentro de una estética neorrealista, siguiendo los pasos del neorrealismo italiano y la obra de Michelangelo Antonioni, que entonces era popular en los circuitos de arte y ensayo. Sin embargo, a mediados de los años 1960, esta estética estaba en decadencia. La obra aspiraba a ser una crónica de la clase media alta de Barcelona desde el punto de vista de un extraño, un recién llegado de provincias. La crítica social, inusual en el cine español durante el régimen franquista, llevó a la censura a que la película sufriera recortes que eliminaron partes sustanciales de la trama y, luego, obligó al director a alterar el final de la obra. Los cambios distorsionaron el significado y las intenciones de la misma y, como resultado, su recepción fue afectada en un sentido negativo, con un frío recibimiento de crítica y público.